# Ems (fiume)
L'Ems (Amasias in latino) è un fiume, della lunghezza di circa 371 km, che scorre nella Germania.
Attraversa gli stati della Renania Settentrionale-Vestfalia e Bassa Sassonia; il suo estuario, una baia del Mare del Nord chiamata Dollard, forma il confine di stato tra la regione basso-sassone della Frisia orientale (Germania) e la provincia di Groninga (Paesi Bassi). 

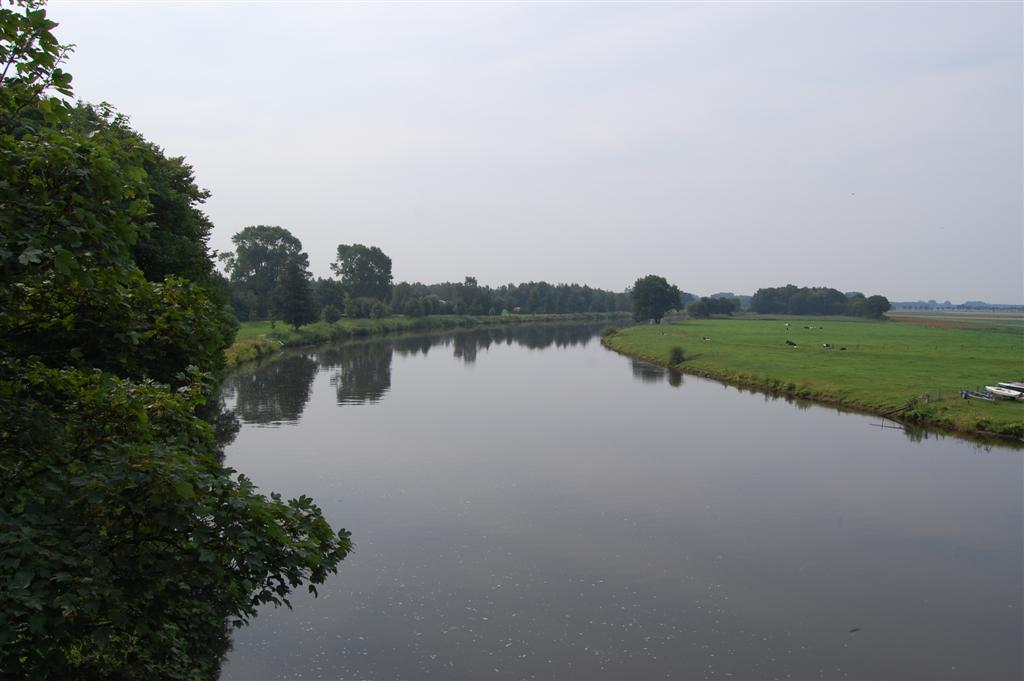
Scorcio del fiume Ems

Presso la foce del fiume si trova il faro di Campen, il faro più alto della Germania.

## Storia
L'Ems era l'antico fiume Amisia dei Romani, fin dai tempi delle campagne militari in Germania da parte di Druso maggiore (12-9 a.C.), Tiberio (8-7 a.C. e 5 d.C.) e Germanico (14-16). Alla sorgente del fiume nel 9 D.C. si svolse la battaglia della foresta di Teutoburgo.